# Barrage de Maerdang
Le barrage de Maerdang est un barrage en construction sur le fleuve Jaune en Chine, en province de Qinghai. Il est associé à une centrale hydroélectrique de 2 200 MW. Sa construction a débuté en 2011, le fleuve Jaune a été détourné de son lit en 2013. Les travaux, ayant souffert de retard, étaient toujours en cours en octobre 2019.